# Kemuningsari Lor
Kemuningsari Lor is een bestuurslaag in het regentschap Jember van de provincie Oost-Java, Indonesië. Kemuningsari Lor telt 6366 inwoners (volkstelling 2010).